# Parmulariaceae
Die Parmulariaceae sind eine Familie der Schlauchpilze, die alleine die Ordnung Parmulariales bilden.

## Merkmale
Die Parmulariaceae bilden runde bis unregelmäßige, dunkelbraune bis schwarze Kolonien auf den Blättern ihrer Wirtspflanzen. Die Hyphen sind verzweigt, sehr gewunden und wachsen aus dem Rand der Fruchtkörper. Normalerweise besitzen sie keine Appressorien. Die Fruchtkörper, die Ascomata sind einzeln, zerstreut oder in Büscheln. Sie sind an der Oberfläche oder auch eingesenkt, sie sind schildförmig, elliptisch bis schiffchenartig, dunkelbraun bis schwarz und kohlen- bis häutchenartig. Sie sind stark abgeflacht oder mit leicht hervortretenden Längsschlitzen. Sie besitzen auch Höhlungen, sogenannte Loculi, die entweder im Stroma eingesenkt sind oder in Längsleisten, die vom Zentrum ausstrahlen. Die Stromata selber sind dünn- bis dickwandig und bestehen aus schwarzen, großen Zellen, der Textura prismatica. Die Wände der Höhlungen sind ebenfalls dünn bis dick und bestehen aus dunkelbraunen bis durchscheinenden Zellen, der Textura angularis. Das Hamathecium, das Gewebe zwischen den Schläuchen, ist dunkelbraun bis durchscheinend und septiert, Pseudoparaphysen können vorhanden sein. Die Schläuche sind achtsporig, zweiwandig, länglich eiförmig, breit zylindrisch, breit keulenförmig oder kugelig. Sie sind kurz gestielt mit einer deutlichen augenförmigen Kammer. Die Sporen sind in zwei bis mehreren Reihen angeordnet, länglich bis elliptisch, durchscheinend bis dunkelbraun, einfach septiert, die Zellwand ist glatt bis warzig. Eine Nebenfruchtform ist nicht bekannt.

## Lebensweise
Die bekannten Arten der Parmulariaceae leben epiphytisch oder parasitisch auf lebenden Zweigen von Blütenpflanzen oder Farnen. Es gibt auch flechtenbewohnende Arten.

## Systematik und Taxonomie
Die Familie wurde 1962 ungültig von Emil Müller und Josef Adolph von Arx eingeführt, um Arten zu erfassen, die Kolonien auf der Oberfläche von lebenden Pflanzengewebe bilden. 1972 wurde die Familie dann in diverse Ordnungen wie Dothiorales, Microthyriales, Hemisphaeriales, Dothideales und Hysteriale gestellt, dann aber lange in die Klasse der Dothideomycetes ohne klare Zuordnung gestellt. Dong Qin Dai und Kevin David Hyde erstellten dann 2018 die Ordnung der Parmulariales.
Zurzeit (Stand Mai 2022) zählen folgende Gattungen zur Familie:
- Aldona mit 3 Arten
- Aldonata mit einer Art
- Antoniomyces mit einer Art
- Aulacostroma mit 4 Arten
- Campoa mit 4 Arten
- Cirsosiopsis mit einer Art
- Cocconia mit 13 Arten
- Cycloschizon mit 13 Arten
- Cyclostomella mit 4 Arten
- Dothidasteroma mit 4 Arten
- Ferrarisia mit 8 Arten
- Hysterostomella mit 23 Arten
- Kiehlia mit 2 Arten
- Mintera mit einer Art
- Pachypatella mit einer Art
- Palawaniella mit 7 Arten
- Parmularia mit 6 Arten
- Parmulariopsella mit einer Art
- Parmulariopsis mit einer Art
- Parmulina mit 6 Arten
- Placoasterella mit 4 Arten
- Placosoma mit 2 Arten
- Placostromella mit 3 Arten
- Pleiostomellina mit einer Art
- Polycyclina mit einer Art
- Polycyclus mit 2 Arten
- Protothyrium mit 4 Arten
- Pseudolembosia mit 4 Arten
- Rhagadolobiopsis mit einer Art
- Rhagadolobium mit 10 Arten
- Rhipidocarpon mit einer Art
- Symphaeophyma mit einer Art
- Syrropeltis mit einer Art
- Thallomyces mit einer Art
- Viegasella mit einer Art